# یواس‌اس هارادن (دی‌دی-۵۸۵)
یواس‌اس هارادن (دی‌دی-۵۸۵) (به انگلیسی: USS Haraden (DD-585)) یک کشتی بود که طول آن ۱۱۴٫۷ متر (۳۷۶ فوت) بود. این کشتی در سال ۱۹۴۳ ساخته شد.